# 孫天倫
孫天倫（英語：Catherine Sun Tien-lun），香港心理學家，大學教授，曾任香港樹仁大學副校長（學術），現為香港樹仁大學首席副校長，以及執掌輔導及心理學系系主任多年。她也是輔導心理學家、商業管理心理學家及作家，著作甚豐。她對中國心理學有長期深入的研究，並致力推廣。

## 生平
孫天倫在1963年畢業於蘇浙小學，後在1969年畢業於聖保羅男女中學中五年級（1963年入讀），與兒科醫生李家仁為同屆畢業生。
她對推動香港輔導心理學發展，更不遺餘力。2004年，她創立亞洲專業輔導及心理協會（Asian Professional Counselling and Psychology Association），籍此提昇輔導員的專業水平及措守，希望建立具規範化輔導員註冊制度，獲得公眾及政府認可，成為本港及亞太地區輔導專業之權威協會。
她有一段廣為人知的婚姻 ---- 她的前夫，就是著名心理學家顧修全博士。上世紀八、九十年代，他倆帶動香港大眾認識心理學。他們於消閒雜誌撰寫專欄解答讀者們心理諮詢，並舉辦短期心理學、個人成長的課程，改變了公眾對心理學等同精神病的印象。1999年，孫天倫與顧修全結束近廿載的婚姻。

## 學歷
1973 年美國康奈爾大學社會學及心理學學士畢業
1980 年香港大學公共行政學碩士畢業
1987 年香港大學社會醫學哲學博士畢業

## 著作
- 中國心理學（2016）中國文史出版社
- Psychology in Asia: An Introduction.（2015）新加坡聖智學習出版社（CENGAGE Learning）
- 人盡其才 – 九型人格與管理 (2006) 明報出版社
- 九型人格 – 成就自我與他人的竅門（2005）北京經濟科學出版社（與黃俊華合著）
- 如何開發自我潛能（1998）明窗出版社
- 愛情戀愛餐（1997）明窗出版社
- 人心百態（1995）明窗出版社
- 細看人心（1994）明窗出版社
- 心理檔案（1993）明窗出版社
- 觀人於微（1993）明窗出版社
- 飛躍龍門訓練班（1993）明窗出版社
- 靈與心理學（1992）明窗出版社
- 善用幹勁訓練班（1992）明窗出版社
- 畫圖測心理（1992）明窗出版社
- 性格重建訓練班（1992）明窗出版社
- 兒童IQ測試（1992）明窗出版社
- 成長的困惑（1991）天地圖書出版社
- 自我確定訓練班（1991）明窗出版社
- 當機立斷訓練班（1991）明窗出版社
- 管理人IQ測試（1991）明窗出版社
- 城市戰士訓練班（1990）明窗出版社
- 闖高峰訓練班（1990）明窗出版社
- 心理學即食麵 （1990）明窗出版社
- 心理學字母湯（1989）明窗出版社
- 語言柔道訓練班（1989）明窗出版社
- 超級推銷術（1989） 明窗出版社（與顧修全合著）
- 心理學自助餐（1989）明窗出版社（與顧修全合著）
- 現代孟母訓練班（1988）明窗出版社
- 心理學鴛鴦飯（1988）明窗出版社
- 心理學兒童餐（1988）明窗出版社
- 人上人訓練班（1988）明窗出版社
- 心理學夢幻餐（1988）明窗出版社